# Hendersonville (Carolina del Nord)
Hendersonville è una città degli Stati Uniti d'America situata nella Carolina del Nord, nella Contea di Henderson, della quale è anche il capoluogo.